# Mollisia subcorticalis
Mollisia subcorticalis är en svampart som först beskrevs av Karl Wilhelm Gottlieb Leopold Fuckel, och fick sitt nu gällande namn av Pier Andrea Saccardo 1889. Mollisia subcorticalis ingår i släktet Mollisia och familjen Dermateaceae.   Inga underarter finns listade i Catalogue of Life.